# Łąski Piec
Łąski Piec is een plaats in het Poolse district  Tucholski, woiwodschap Koejavië-Pommeren. De plaats maakt deel uit van de gemeente Śliwice en telt 180 inwoners.